# Globalstar
Globalstar è un sistema di satelliti in orbita terrestre bassa (LEO) per telefonia satellitare e trasferimento dati a bassa velocità, simile ai sistemi satellitari Iridium e Orbcomm.
Globalstar Inc. è membro dell'Istituto europeo per le norme di telecomunicazione (ETSI).

## Storia
Il progetto Globalstar fu lanciato nel 1991 come joint venture di Loral Corporation e Qualcomm. Il 24 marzo 1994, i due sponsor annunciarono la formazione di Globalstar LP, una società in accomandita semplice con sede negli Stati Uniti, con partecipazione finanziaria di altre otto aziende, comprese Alcatel, AirTouch, Deutsche Aerospace, Hyundai e Vodafone. All'epoca, l'azienda previde che il sistema sarebbe stato lanciato nel 1998, a fronte di un investimento di 1,8 miliardi di dollari.
Globalstar ricevette l'assegnazione delle frequenze per gli Stati Uniti dall'FCC nel gennaio 1995, e continuò a negoziare con altre nazioni per il diritto di usare le stesse frequenze radio nei loro paesi.
I primi satelliti vennero lanciati nel febbraio 1998, ma la partenza del sistema fu rinviata per un incidente al lancio nel settembre del 1998, che causò la perdita di 12 satelliti in un lancio dell'agenzia spaziale russa. Nel febbraio 2000, fu lanciato l'ultimo dei 52 satelliti (48 satelliti e quattro ricambi in orbita, ridotti dal piano originale di otto ricambi in orbita). Altri otto satelliti non lanciati furono mantenuti come ricambi a terra.
La prima chiamata sul sistema originale Globalstar fu effettuata il 1º novembre 1998, dal presidente di Qualcomm Irwin Jacobs a San Diego all'amministratore delegato di Loral Space & Communications Bernard Schwartz a New York.
Nell'ottobre 1999, il sistema cominciò a fare delle prove con i "friendly user" con 44 satelliti su 48 pianificati. Nel dicembre 1999, il sistema cominciò ad offrire un servizio commerciale limitato per 200 utenti con tutti i 48 satelliti (nessun ricambio in orbita). Nel febbraio 2000, iniziò il servizio commerciale completo con i 48 satelliti e 4 ricambi in Nord America, Europa e Brasile. Le tariffe iniziali erano di $1,79 al minuto.
Il 15 febbraio 2002, la precedente società Globalstar (vecchia Globalstar) e tre delle sue controllate presentarono petizioni volontarie secondo il Capitolo 11 del Codice Fallimentare degli Stati Uniti.
La ristrutturazione della vecchia Globalstar fu completata nel 2004. La prima fase della ristrutturazione fu completata il 5 dicembre 2003, quando la Thermo Capital Partners LLC fu giudicata in grado di ottenere il controllo operativo della società, insieme ai diritti di proprietà e ai relativi rischi. La Thermo Capital Partners diventò il principale azionista.
La Globalstar LLC fu fondata come una società a responsabilità limitata del Delaware nel novembre 2003, e fu trasformata in Globalstar Inc. il 17 marzo 2006.
Nel 2007 Globalstar lanciò nello spazio otto satelliti di ricambio di prima generazione.
Nel 2011, Globalstar cominciò a licenziare il personale della succursale canadese, per ridurre i costi e ristrutturare la società. Globalstar spostò sia la sede principale che il suo call center canadese a Covington (Louisiana), per trarre vantaggio dalle agevolazioni fiscali e dal basso costo della vita di quello stato.

## Prodotti e servizi
Con più di 315.000 utenti (a giugno 2008), Globalstar è il più grande fornitore mondiale di servizi voce e dati satellitari. Globalstar offre i suoi servizi ad utenti privati ed aziende in più di 120 paesi nel mondo.
I suoi prodotti includono telefoni satellitari fissi e mobili, modem dati simplex e duplex e airtime packages satellitari.
Verso la fine del 2007, la controllata di Globalstar, SPOT LLC, lanciò un dispositivo portatile di messaggistica e tracciamento per la sicurezza personale, conosciuto come SPOT Satellite Messenger.
Molte industrie agricole e marittime utilizzano i diversi prodotti e servizi di Globalstar, da aree remote al di fuori della portata del servizio di telefonia cellulare e fissa.
I segmenti di mercato globali includono: petrolio e gas, settore pubblico, industria mineraria, forestale, pesca commerciale, utilities, settore militare, trasporti, costruzioni pesanti, gestione delle emergenze, gestione della continuità operativa e utenti individuali.
Le soluzioni dati di Globalstar sono utilizzate per una varietà di applicazioni per il tracciamento di beni e persone, monitoraggio dati, e applicazioni SCADA.

### Terminali
- Ericsson R290
- Globalstar GSP-1600
- Globalstar GSP-1700 (attuale)
- Telit SAT550
- Telit SAT600

## Architettura di sistema
I satelliti Globalstar sono semplici ripetitori radio "bent pipe".
Una rete di stazioni di terra (gateway) fornisce la connessione fra i 40 satelliti e la rete telefonica generale e Internet; agli utenti vengono assegnati numeri telefonici basati sul piano di numerazione del Nord America o nel relativo piano di numerazione telefonica per il paese nel quale il gateway oltreoceano è posizionato, tranne per il Brasile, dove viene usato il prefisso ufficiale Globalstar (+8818).
Dal momento che non c'è connessione fra i satelliti, ogni satellite deve avere in vista una stazione di terra (gateway) per poter fornire servizio a qualsiasi utente esso possa “vedere”. L'utilizzo delle stazioni di terra fornisce ai clienti numeri telefonici regionali per i loro terminali satellitari. Se però non ci sono stazioni di terra per coprire certe aree remote (come alcune zone del Sud Pacifico e le regioni polari), il servizio non può essere fornito in quelle aree, anche se i satelliti le possono sorvolare. A maggio 2012, il servizio voce full-duplex è attualmente non funzionante su molte zone dell'Africa, sul subcontinente asiatico e molte regioni in mezzo all'oceano, per la mancanza di stazioni di terra vicine.
Il sistema Globalstar utilizza l'interfaccia CDMA di Qualcomm; comunque, i telefoni Ericsson e Telit accettano le normali SIM GSM, mentre i telefoni Qualcomm GSP-1600/1700 non hanno un'interfaccia SIM card, ma usano un'autenticazione basata su CDMA/IS-41. Per questo i gateway Globalstar devono supportare sia lo standard CDMA/IS-41 che il GSM, ma questo non avviene con tutti i gateway. Questo comporta la mancanza di copertura per i telefoni basati su autenticazione GSM nell'Asia orientale e nella regione caraibica.
Molti provider di Globalstar hanno accordi di roaming con gli operatori cellulari locali, e permettono l'uso di una carta SIM con un terminale Globalstar e viceversa.

## Satelliti
Le orbite di Globalstar hanno un'inclinazione orbitale di 52 gradi. A causa di questa inclinazione orbitale bassa, Globalstar non copre le aree polari.
Le orbite Globalstar hanno un'altezza orbitale di circa 1400 km, e la latenza si mantiene relativamente bassa (circa 60ms). Non coprono l'Africa subsahariana, né la maggior parte del sud-est asiatico
(vedi la mappa della copertura ).
I satelliti Globalstar hanno due antenne rivolte verso terra. I satelliti di prima generazione pesano circa 550 kg, mentre la seconda generazione acquisirà una massa significativa.
Nel 2005, alcuni dei satelliti cominciarono a raggiungere il limite della loro vita operativa di 7,5 anni. Nel dicembre 2005, Globalstar cominciò a spostare alcuni dei suoi satelliti in una orbita cimitero al di sopra della LEO.

### Recenti problemi ai satelliti
Secondo i documenti registrati dalla SEC il 30 gennaio 2007, i problemi identificati in precedenza da Globalstar con i suoi amplificatori di banda S, utilizzati sui suoi satelliti per le comunicazioni bidirezionali, si stavano verificando ad una velocità maggiore del previsto, con la possibilità che questo portasse a livelli di servizio ridotti dei servizi di voce (bidirezionali) e dati nel 2008. I servizi dati simplex utilizzati per supportare i prodotti di tracciamento dei beni, e lo SPOT Satellite Messenger non erano coinvolti dal problema della banda S satellite citati sopra. Globalstar comunque lanciò otto satelliti di ricambio nel 2007 per ridurre l'impatto del problema.

#### La soluzione temporanea di Globalstar
Nel 2007, Globalstar lanciò otto satelliti di ricambio per la sua costellazione esistente, con l'obiettivo di ridurre i ritardi nei suoi servizi bidirezionali voce e dati, fino alla disponibilità commerciale della sua costellazione di satelliti di seconda generazione, programmata inizialmente per il lancio nella seconda metà del 2009. Globalstar continuerà ad operare la sua costellazione satellitare esistente per fornire e supportare i suoi servizi fino a quando i satelliti Globalstar di seconda generazione saranno disponibili per il servizio.
Fino a quando la nuova costellazione sarà operativa, Globalstar sta offrendo il suo Optimum Satellite Availability T-tool (OSAT) sul suo sito Internet, che gli utenti possono usare per prevedere quando uno o più satelliti non coinvolti dal problema saranno in vista in ogni luogo geografico specifico.
Molti utenti nell'estate 2007 riportarono difficoltà nell'utilizzare i telefoni, con intervalli di comunicazione molto brevi (uno o due minuti) e chiamate interrotte frequentemente.
Per aiutare i clienti a gestire i problemi con la comunicazione sulla banda S, Globalstar ha creato il "call times tool" che calcola gli orari di chiamata ottimali per una località specificata.

### I satelliti Globalstar di seconda generazione
Nel dicembre 2006, Globalstar annunciò che Alcatel Alenia Space, ora Thales Alenia Space, nella sua sede di Cannes, aveva ottenuto un contratto da 661 milioni di euro per la costellazione di satelliti di seconda generazione.
I satelliti erano progettati con un'aspettativa di vita di 15 anni, significativamente più lunga della costellazione Globalstar di prima generazione.
In aggiunta, Globalstar annunciò il 3 aprile 2007 che aveva firmato un accordo da 9 milioni di euro con Thales Alenia Space per aggiornare la costellazione Globalstar, compresi gli aggiornamenti hardware e software per gli impianti di controllo satellitare di Globalstar.
Nell'agosto 2008, Thales Alenia Space cominciò la produzione, assemblaggio, integrazione e test dei satelliti di seconda generazione, nel suo stabilimento di Roma, per il lancio nel terzo quadrimestre del 2009.
Nel luglio 2009, Globalstar Inc. annunciò che aveva ricevuto un finanziamento completo per la costellazione di seconda generazione, e firmò una modifica al contratto iniziale, specificando in particolare le condizioni per la produzione e il nuovo programma di consegna dei satelliti.
I primi sei satelliti di seconda generazione furono lanciati il 19 ottobre 2010, utilizzando un vettore Soyuz partito dal cosmodromo di Bajkonur in Kazakistan.
Si prevede che questi satelliti di seconda generazione forniranno ai clienti di Globalstar servizi voce e dati satellitari almeno fino al 2025. Ulteriori sei satelliti furono lanciati nel luglio 2011, seguiti da altri sei satelliti nel dicembre 2011.
Al 16 luglio 2012, 18 su 24 nuovi satelliti sono stati lanciati, e altri satelliti sono pianificati per il lancio nell'autunno.

## Business operations

### Struttura societaria e finanziamenti
La società originaria è stata la Globalstar LP. Nel febbraio 1995, Globalstar Telecommunications Ltd. raccolse 200 milioni di dollari dalla sua offerta pubblica iniziale sul mercato NASDAQ. Il prezzo dell'IPO di 20 dollari per azione era equivalente a 5 dollari per azione dopo due frazionamenti azionari. Il prezzo delle azioni ebbe un picco post-frazionamento fino a 50 dollari per azione nel gennaio 2000, ma gli investitori istituzionali cominciarono a prevedere la bancarotta fin dall'inizio del giugno 2000. Il prezzo delle azioni alla fine cadde sotto a 1 dollaro per azione, e la società fu tolta dal NASDAQ nel giugno 2001.
Dopo l'IPO, la società quotata pubblicamente Globalstar Telecommunications (simbolo NASDAQ: GSTRF) possedeva una parte dell'operatore Globalstar LP. Da quel punto in avanti, la fonte primaria di finanziamento per Globalstar LP era il finanziamento ai clienti da parte dei suoi fornitori (inclusi Loral e Qualcomm), incrementato da titoli spazzatura.
Dopo aver accumulato un debito totale di 4,3 miliardi di dollari, il 15 febbraio 2002 Globalstar Telecommunications presentò una richiesta di amministrazione controllata secondo il Capitolo 11, presentando un capitale di 570 milioni di dollari e disponibilità di 3,3 miliardi. Il capitale venne in seguito acquistato per 43 milioni di dollari da Thermo Capital Partners LLC.
Quando la nuova Globalstar uscì dalla bancarotta nell'aprile 2004, era sotto la proprietà di Thermo Capital Partners (81.25%) e dei creditori originari di Globalstar L.P. (18.75%). Globalstar LLC fu incorporata nell'aprile 2006 per diventare Globalstar Inc.
Globalstar Inc. completò un'IPO nel novembre 2006. La società è attualmente quotata sul NASDAQ Global Select Market con il simbolo GSAT.

### SPOT LLC
Nell'agosto 2007, Globalstar annunciò l'introduzione del SPOT Satellite Messenger, per essere lanciato sul mercato attraverso la sua ultima controllata SPOT Inc., successivamente chiamata SPOT LLC. Lo SPOT Messenger viene prodotto dal partner di Globalstar Axonn LLC e combina la tecnologia dati simplex della società con un chipset GPS Nemerix. Lo SPOT è stato inteso per sfruttare l'ancora adeguato uplink in banda L di Globalstar, che viene usato dai modem simplex. Il prodotto fu lanciato all'inizio di novembre 2007.

### Personale
I primi cinque dipendenti di Globalstar furono trasferiti dalle società originarie nel 1991. Nonostante pochi dati vennero divulgati pubblicamente, la società raggiunse apparentemente un picco di circa 350 dipendenti, fino ai licenziamenti del marzo 2001. Questo dato era comunque fuorviante, dal momento che molti dei dipendenti dei settori sviluppo, operativo e vendite erano assunti dai partner strategici della società.
Il presidente di Loral, Bernard Schwartz, fu il presidente ed amministratore delegato di Globalstar fino al maggio 2001.
Successivamente la società nominò come presidente ed amministratore delegato il veterano delle telecomunicazioni satellitari Olof Lundberg, per dirigere una ristrutturazione della società. Dopo aver iniziato la sua carriera con la Swedish Telecom, Lundberg era stato il fondatore e Direttore Generale (più tardi amministratore delegato) di Inmarsat dal 1979 al 1995. Fu anche l'amministratore delegato fondatore e successivamente presidente di ICO Global Communications dal 1995 al 1999.
Lundberg si dimise dalla società (allora in fallimento) il 30 giugno 2003.